# Torre del Fraile
La torre del Fraile, també anomenada torre de los Canutos pels nombrosos rierols o 'canutos' que la circumden, torre de las Fontanillas per les fonts d'aigua dolça localitzades en els seus voltants, torre de Sant Diego per la seva proximitat al Fort de Sant Diego o torre de Cala Arenas per trobar-se al costat d'aquesta cala, és una talaia construïda en el segle XVI en la badia d'Algesires dins de l'actual terme municipal d'Algesires, com a part del sistema de torres de guaita creat a la costa de l'estret de Gibraltar per a controlar el pas de mercaderies i de pirates barbarescos a través d'ell.
La torre va ser dissenyada per Luis Bravo de Laguna i Juan Pedro Livadote el 1588 igual que altres torres de la zona. Mantenia contacte visual al sud amb la torre de Guadalmesí, en el terme municipal de Tarifa servint, en els temps en què van ser construïdes, d'únic mitjà de comunicació entre aquesta ciutat i la de Gibraltar i al nord amb la torre de la punta del Carnero. A partir de la dècada de 1730 va servir com a complement al Fort de Sant Diego situat uns metres vessant a baix, al costat de la línia de costa, i que per la seva posició necessitava d'una talaia per a comunicar-se amb els pròxims forts de punta Carnero i del Tolmo.
La construcció està situada en la punta del Fraile, al costat de Cala Arenas, a uns 240 metres de la línia de costa i a 120 metres sobre el nivell de la mar. De planta quadrada, fins a la seva ensulsiada parcial ocorreguda el 2006 posseïa una altura total de 13,28 metres i una amplada d'entre 6,40 i 6,80 metres. Els seus murs de maçoneria amb carreus delimitaven un únic recinte d'uns 5 m² al qual s'accedia mitjançant una porta situada a entre 6,50 i 7 metres d'altura des de la base. Des d'aquest recinte interior es podia accedir mitjançant l'escala helicoidal a una terrassa amb ampit, matacans i dues garitas, una destinada als guaites i una altra que havia de ser utilitzada per a la realització de senyals.
A causa del seu deficient estat de conservació la torre va perdre a principis de 2006 part de la seva façana sud-est amb la consegüent destrucció de la finestra d'accés i l'escala interior.